# Ohura (rivière)
La rivière Ohura (en anglais : Ōhura River) est un cours d’eau situé dans la Région de Manawatu-Wanganui dans l’ouest de l’Île du Nord de la Nouvelle-Zélande, et un affluent droit du fleuve Whanganui.

## Géographie
De 78 km de longueur,,, elle s’écoule vers le sud, de sa source près de la ville de Ohura, et  se déverse dans le fleuve Whanganui.